# میزی دی
میزی دی (به انگلیسی: Mazey Day)، چهارمین قسمت از فصل ششم مجموعه آنتولوژی علمی‌تخیلی بریتانیایی آینه سیاه است. فیلم‌نامه این قسمت توسط خالق سریال آینه سیاه یعنی چارلی بروکر نوشته شده و اوتا بریزویتز وظیفه کارگردانی آن را برعهده داشته‌است. زاسی بیتس، کلارا روگارد و دنی رامیرز از جمله بازیگران این اپیزود هستند. میزی دی مثل دیگر اپیزودهای فصل ششم در تاریخ ۱۵ ژوئن ۲۰۲۳ توسط نت‌فلیکس منتشر شد. بروکر در این اپیزود نگاهی انتقادی به فرهنگ پاپاراتزی‌ها دارد که با زیرپا گذاشتن حریم خصوصی افراد مشهور و به قیمت نابود کردن زندگی آن‌ها تنها به فکر رسیدن به سود مالی خود هستند. میزی دی با مدت زمان ۴۰ دقیقه، کوتاه‌ترین قسمت در میان اپیزودهای آینه سیاه است.
'میزی دی با واکنش متوسط منتقدان همراه بود. عملکرد تیم بازیگری و کارگردانی تحسین شد اما در زمینهٔ پیچش داستانی عجیب خود و پایان تاریکش مورد انتقاد قرار گرفت. بی‌بی‌سی این اپیزود را ضعیف‌ترین قسمت فصل ششم دانست.

## داستان
«بو» یک پاپاراتزی است که با تعقیب افراد مشهور و عکس گرفتن از لحظات خصوصی آن‌ها و سپس فروختنشان کسب درآمد می‌کند. آخرین سوژهٔ بو یک بازیگر تلویزیونی است که عکس‌های منتشر شده از او باعث می‌شود خبر خیانت به همسرش به رسانه‌ها درج پیدا کند. این خبر نیز برای بو صرفاً سوژه‌ای داغ است که برای او آوردهٔ مالی داشته اما هنگامی که خبر خودکشی آن بازیگر مرد منتشر می‌شود، وضعیت به‌طور کامل به هم می‌ریزد